# باربرو هیورت آو اورنس
باربرو هیورت آو اورنس (سوئدی: Barbro Hiort af Ornäs؛ ۲۸ اوت ۱۹۲۱ – ۲۷ نوامبر ۲۰۱۵) بازیگر تئاتر و سینمای سوئدی بود.
از کارهایی که وی در آن نقش داشته‌است، می‌توان به فیلم‌های آستانه زندگی، شرم، صحنه‌هایی از یک ازدواج، تماس و عروسی و مجموعه تلویزیونی به خودت بیا، عزیزم! اشاره کرد.
وی در کنار بیبی آندرشون، ایوا دالبک و اینگرید تولین برای فیلم آستانه زندگی برنده جایزه بهترین بازیگر زن جشنواره فیلم کن ۱۹۵۸ شد.